# Fraktion der Partei für Gerechtigkeit, Integration und Einheit
Die Fraktion der Partei für Gerechtigkeit, Integration und Einheit war eine Parlamentsfraktion der albanischen Parlaments. Sie wurde von der Partei für Gerechtigkeit, Integration und Einheit (PDIU) und der Demokratischen Partei Albaniens getragen und vereinte sieben Abgeordnete. 
Die Fraktion der Fraktion der Partei für Gerechtigkeit, Integration und Einheit vertrat in der 8. Legislatur des Parlaments nach den Wahlen 2013 5 % Prozent Wähleranteil. Ihr gehörten sieben Abgeordnete an, wobei die PDIU nur über vier Abgeordnete im Parlament verfügte.
Fraktionsvorsitzender war zuletzt Shpëtim Idrizi, sein Stellvertreter Dashamir Tahiri. Sekretär war Tahir Muhedini.